# Bernd K. Otto

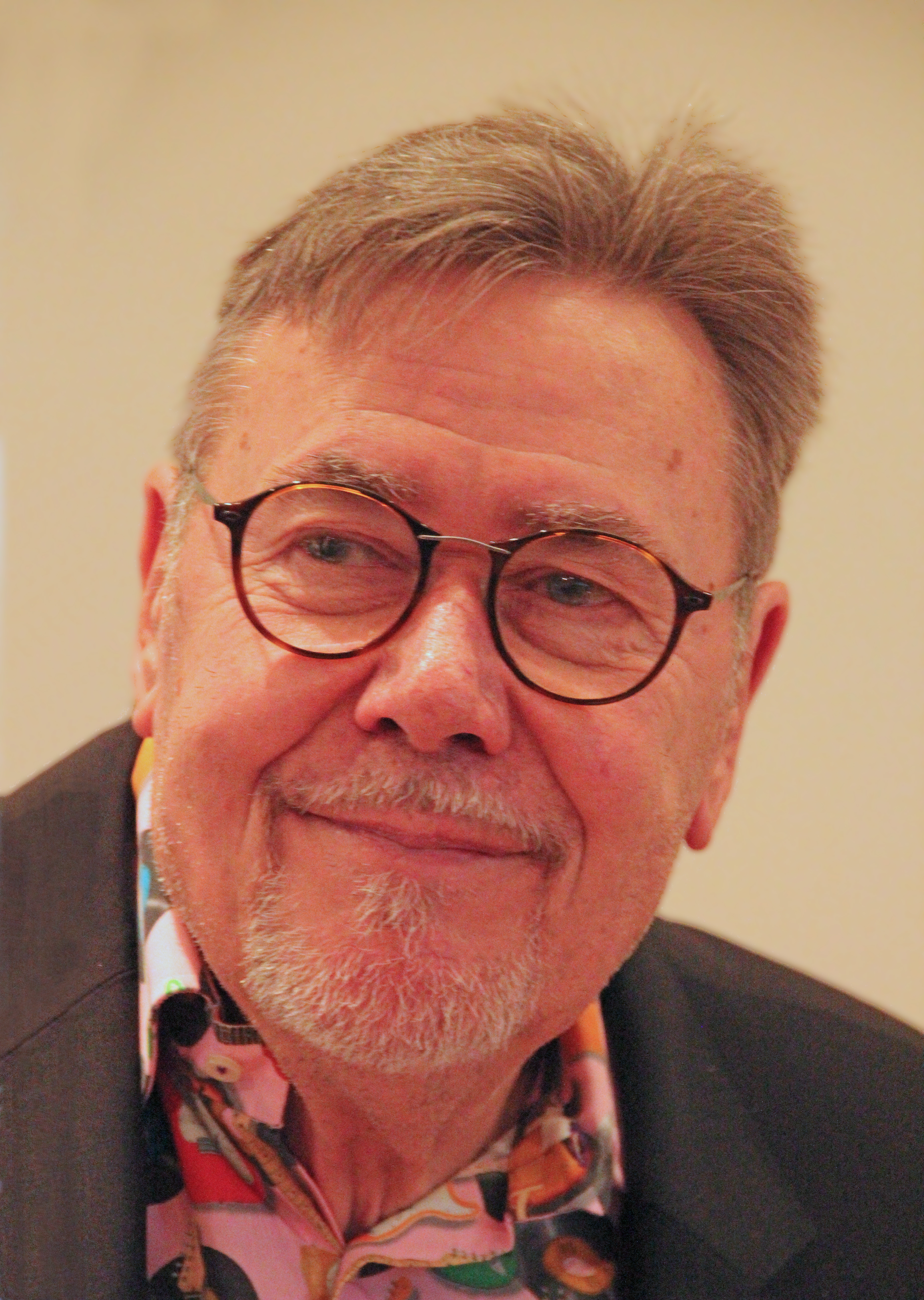
Bernd K. Otto (2019)

Bernd K. Otto (* 19. September 1947 in Hannover als Bernd Kurt Otto) ist ein deutscher Jazzmusiker (Banjo, Gitarre) und Autor.

## Leben und Wirken

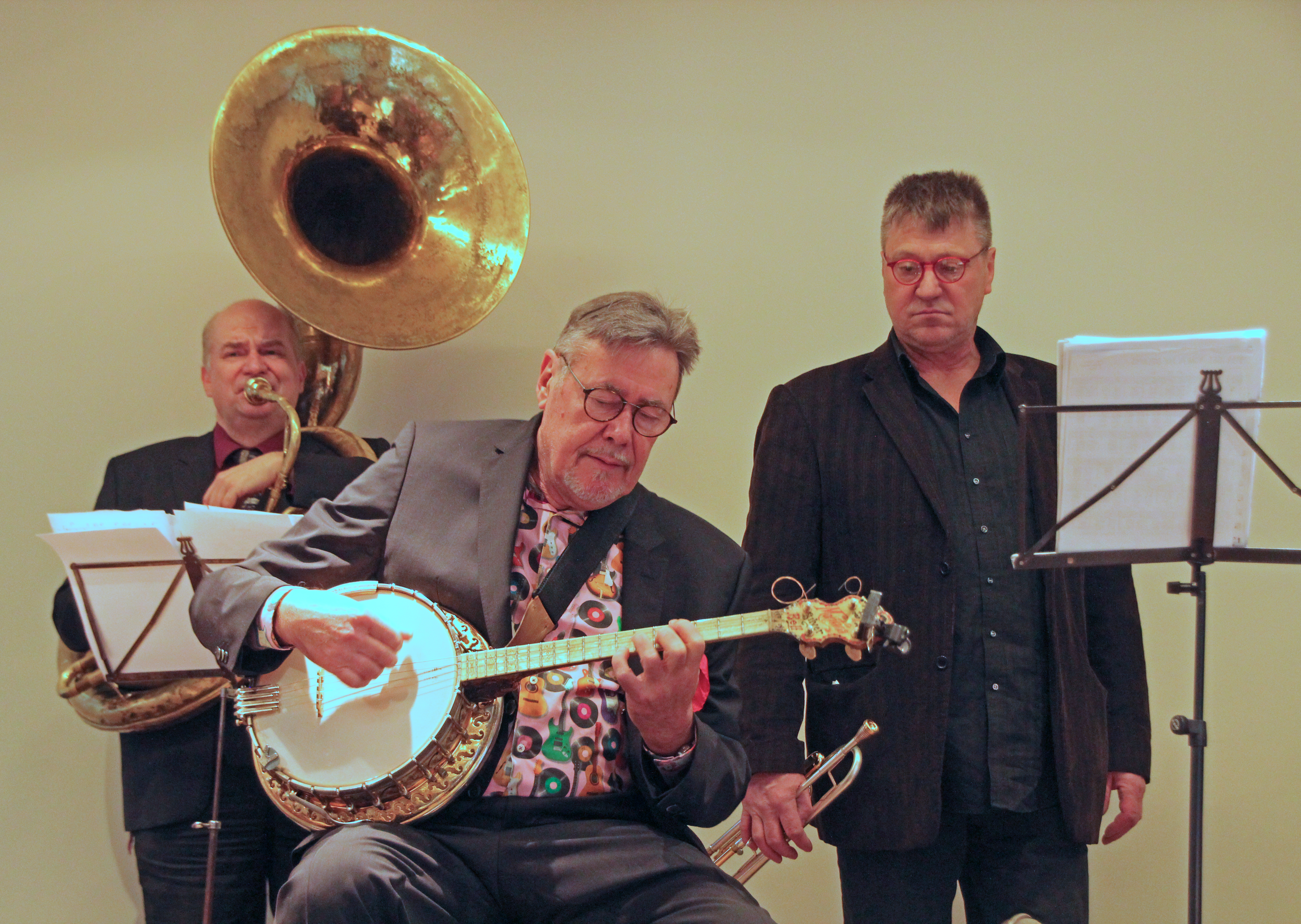
2019, hintere Reihe: Jörg Kuhfuß, Paul Lanzerath

Otto begann 1967, direkt nachdem er an der Freiherr-vom-Stein-Schule das Abitur abgelegt hatte, an der Goethe-Universität zu Frankfurt ein Studium für das Lehramt an Haupt- und Realschulen und belegte die Fächer Erziehungswissenschaften, Biologie und Kunsterziehung. Von 1972 bis zum Beginn seines Ruhestands im Jahr 2001 arbeitete er als Lehrer an der Wallschule, Sonderschule für Lernbehinderte, in Frankfurt am Main.
Mit 16 Jahren erhielt Otto sein erstes Banjo und brachte sich das Spielen als Autodidakt bei. 1965 bekam er von Carlo Bohländer und Emil Mangelsdorff Jazzunterricht. Von 1975 bis 1995 war er Mitglied der Frankfurter Barrelhouse Jazzband; er war an zahlreichen Tourneen in 30 Länder und an Plattenproduktionen beteiligt. 1980 gründete und leitete er die Gruppe Jazz Classics, mit der zwei Alben entstanden, 1985 gründete er die Frankfurt Swing All Stars und 1988 die European Swing All Stars, die er bis heute leitet; mit der ersten Gruppe entstanden zwei Alben.  Mit der Barrelhouse Jazzband und den Frankfurt Swing All Stars war er gelegentlich im Fernsehen zu sehen, unter anderem auf der Jazzwoche Burghausen. Von 1984 bis 2002 war er mit Uli Heier Herausgeber der Fachzeitschrift Banjo Podium.
Seit 2005 musizierte er zeitweise gemeinsam mit Hugo Strasser in der auch von ihm gegründeten und geführten Saitenformation Strings Only mit Martin Weiss, Max Greger junior und zunächst Aladár Pege (später Paul G. Ulrich). Er spielte auch mit Harold Ashby, Chris Barber, Jimmy McPartland, Paul Kuhn, Gustl Mayer und Bill Ramsey. Seit 2009 ist er musikalischer Leiter der Red Hot Hottentots. Nach Angaben des Diskografen Tom Lord war er zwischen 1975 und 1994 an 55 Aufnahmesessions beteiligt.

### Weitere Beschäftigungen
Otto interessiert sich seit 1972 für Photographica. Er sammelt Fotokameras, Zubehör und Dokumente dazu, insbesondere von der Firma Carl Zeiss und deren Tochterfirmen; er publizierte in etlichen Fachzeitschriften im In- und Ausland und veröffentlichte 2012 das umfangreiche Nachschlagewerk Carl Zeiss Kamera-Register 1902–2012.
Von 1976 bis 1978 dokumentierte Otto für Anselm Kiefer dessen in dieser Zeit entstandenen Werke und produzierte das erste Buch Kiefers Die Donauquelle.
In seinem zweiten Wohnsitz Zeitlofs legte Otto 2016 im alten Kirchhof einen Farngarten mit sämtlichen unterfränkischen Farnen an. Zudem verfasste er zwei Beiträge über die regionale Pflanzenwelt für das Buch Die Sinn – Wildbach in einer Kulturlandschaft des Bund Naturschutz in Bayern. Mit Leo Uebelacker schrieb er 2007 eine Ortsgeschichte von Zeitlofs.

## Privates
Bernd K. Otto ist seit 1971 verheiratet und lebt mit seiner Frau Renate in Frankfurt am Main.

## Diskografische Hinweise

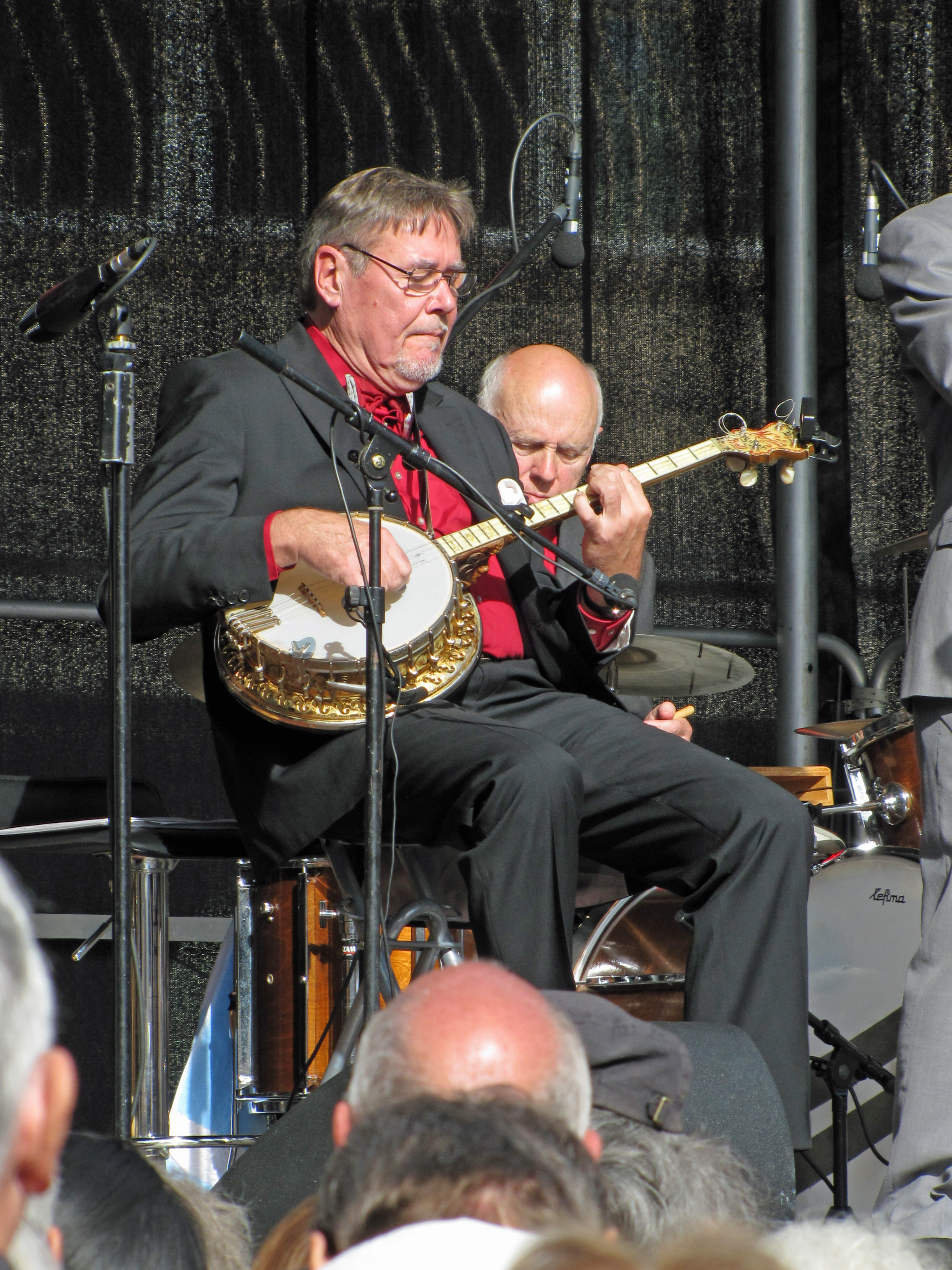
Bernd K. Otto (2013, mit den Red Hot Hottentots und Hugo Strasser)

- Barrelhouse Jazzband: You Are Driving Me Crazy. Bellaphon 1976 (Deutscher Schallplattenpreis 1977)[18]
- Jazz Classics Classic Jazz (Joke Records 1981, mit Herbert Christ, Reimer von Essen, Arndt Huppertsberg, Horst Schwarz, Gerhard Abt, Dieter Nentwig, Wolfgang Sommer)
- Barrelhouse Jazzband Plays Jelly Roll Morton (Intercord, mit Reimer von Essen, Horst Schwarz, Frank Selten, Agi Huppertsberg, Lindi Huppertsberg, Hans-Georg Klauer, rec. 1981)
- Frankfurt Swing All Stars Can’t we be friends (Joke Records 1987, mit Conny Jackel, Gustl Mayer, Jo Schomann, Ata Berk, Klaus Lohfink, Flip Gehring)[19]
- Frankfurt Swing All Stars Jive at Five (L+R Records 1989, mit Conny Jackel, Gustl Mayer, Claude „Fiddler“ Williams, Fritz Hartschuh, Dieter von Goetze, Ata Berk)
- The Two Clarinet Stompers Clarinet Joys (Stomp Off 1992, mit Reimer von Essen, Alain Marquet, Agi Huppertsberg, Michael Däumling, Hans-Georg Klauer)